# Андрий Бал
Андрий Бал (на украински: Андрій Баль; на руски: Андрей Баль) е съветски и украински футболист и треньор. Почетен майстор на спорта на СССР (1986).

## Кариера
Роден е в Роздил, Украинска ССР. До 1976 г. играе в Карпати Лвов. След 5 години с отбора, е трансфериран в Динамо Киев. Той прекарва по-голямата част от своята кариера в отбора, спечелвайки четири шампионски титли с тях, както и четири съветски купи. Друго голямо постижение с Динамо Киев е Купа на носителите на купи 1985/86. През 1990 г. той напуска Динамо, за да играе в Израел с Макаби Тел Авив. По-късно преминава в Бней Йехуда, където завършва кариерата си на футболист през 1993 г.

### Национален отбор
Бал играе 20 пъти с националния отбор на СССР и отбелязва 1 гол. Участва на Световното първенство през 1982 г. в Испания. Два пъти печели шампионата U-21 на УЕФА (през 1980 и 1990 г.). Той също играе на Световното първенство от 1986 г., когато съветският отбор стига до 16-ина финал, като губи от Белгия в продълженията.
Умира на 9 август 2014 г. по време на мач на ветерани, поради тромб.

## Отличия

### Отборни
Динамо Киев
- Съветска Висша лига: 1981, 1985, 1986, 1990
- Купа на СССР по футбол: 1982, 1985, 1987, 1990
- Купа на носителите на купи: 1986